# 聖若望大學

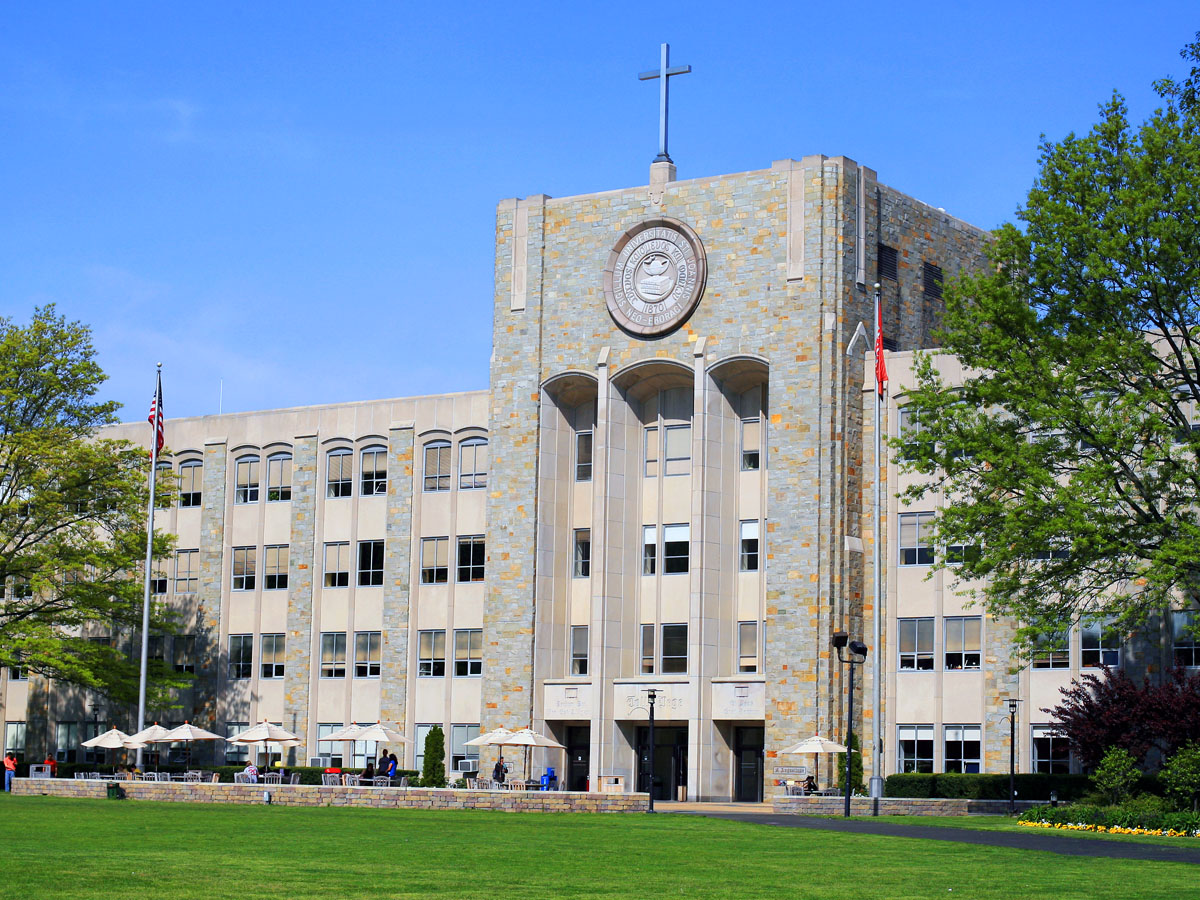
聖若望大學皇后區主校園。

聖若望大學
（縮寫為 SJU 或 STJ）是一所美国东部的主要综合大学，位於美國紐約州紐約市近郊皇后區；它是目前美國規模第二大的天主教會學校，前身為「遣使会」於1870年在紐約州皇后縣創設的學院，以及1872年遣使會成立的聖若望文學聯盟（St. John's Union）。

## 學術

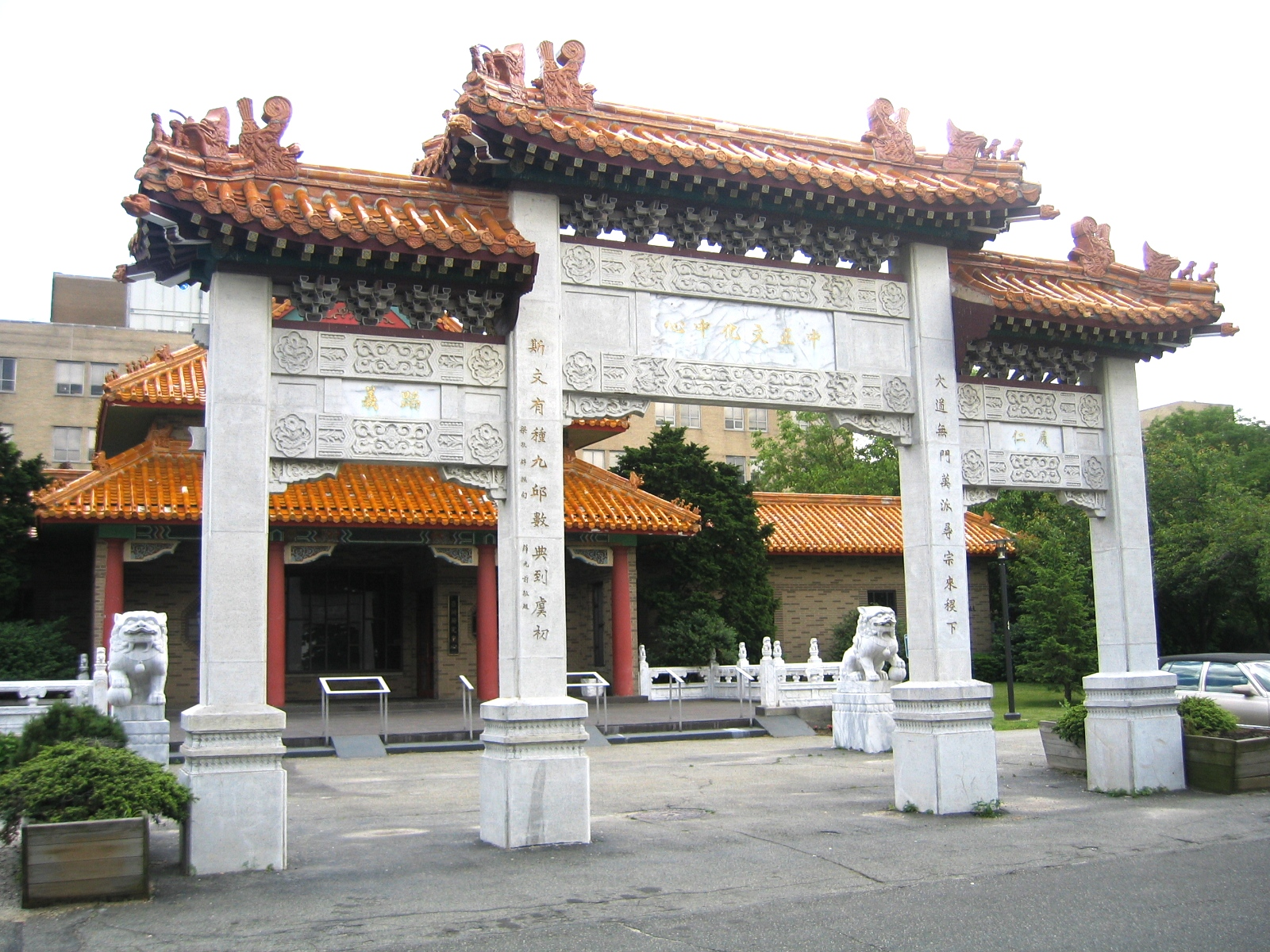
亞洲學部所在的孫中山堂（Sun Yat Sen Hall）入口

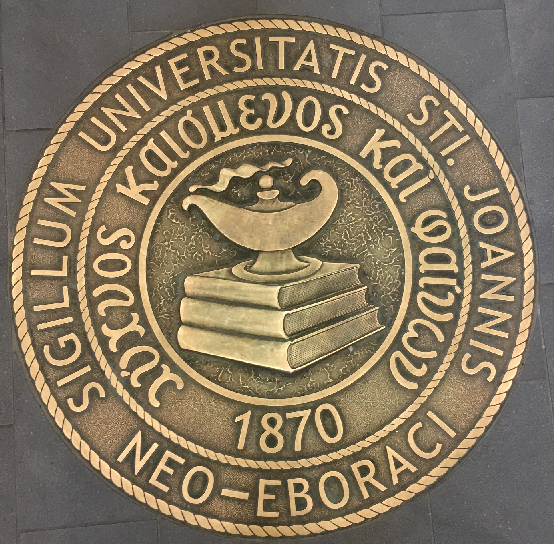

聖若望大學為一所設有研究所的四年制綜合大學，由文理學院（St. John's College of Liberal Arts and Sciences）、法學院（School of Law）、藥學院（College of Pharmacy and Allied Health Professions）、商學院（Peter J. Tobin College of Business）、教育學院（The School of Education）、職業進修學院（College of Professional Studies）等組成；另外还設有神學院。
根據美国较权威的《美國新聞與世界報導》（U.S. News & World Report）出版的「2011年美國大學調查報告（“America's Best Colleges, 2011”）」，聖若望大學年內獲得三億三千多萬美元的捐款；學生一學年學費约為三萬三千美元，一年在学校住宿和食物費用約為一萬四千美元。
該校除位於紐約市皇后區的主要校區以外，还有曼哈頓、史泰登島、意大利羅馬等校园和分部。皇后區主校區佔地約97英畝，在寸土寸金之紐約市，实属難能可貴。主校园位于纽约市近郊，环境安静，同时又离纽约市中心曼哈顿区只有20分钟车程，地点极为便利。校园周围大都是安静较好的住宅区。几年前新修的学生宿舍，可容纳几千学生，是全美较好的学生宿舍之一。

### 排名
該校法學院在大紐約地區負盛名（《美国新闻与世界报道》法学院排名: 83，在職法學碩士排名:35），在破產法方面卓有聲望。獨立且專門的藥學院（《美国新闻与世界报道》法学院排名: 62）更為其一大特點，在美东地区是一个少有的较有声誉的专门药学院，也是纽约附近唯一的一所高质量的药学院。商學院研究所亦獲得國際商管學院促進協會（AACSB International）商務以及會計的認證（全美僅406所通過認可），在職MBA《美国新闻与世界报道》排名:35，以及教育學院在《美国新闻与世界报道》排名:115，圖書資訊管理學門則排在第43名。
其亞洲研究中心及亞洲研究所為中華民國政府於1970年代資助設立，曾為紐約地區中國及東亞文明研究的一大重鎮；目前該校總圖書館仍保有豐富的漢文藏書。校内的亚洲研究中心是一个中式风格的建筑。

## 體育
圣若望大学為美東體育名校之一，屬於美國國家大學體育協會（NCAA）「大東區」（Big East）聯盟，強項為籃球、足球（1996 NCAA 男子組冠軍）等。特别是男子篮球队，为美国大学传统著名强队之一。校隊原以「紅人隊」（Redmen）富有盛名，後為避諱種族聯想，改名為「紅色風暴」（Red Storm）。前NBA職業籃球員克里斯·穆林，有NBA“上帝的左手”之雅稱，目前也擔任其男子籃球隊教練，男子籃球隊曾2次打進NCAA最後4強，並保有最多次數打進64強的紀錄。

## 外部連結
- 聖若望大學官方網站
- 美國新聞及世界報導大學評比